# Sol (antigua moneda de Perú)
El sol de Oro fue la unidad monetaria de Perú entre 1863 y 1985 y su símbolo era el S/. La unidad monetaria también fue llamada informalmente como sol de Plata entre 1863 y 1931, y formalmente como sol de oro entre 1931 y 1985. El sol fue reemplazado por el inti.

## Origen
Al comienzo, todas las repúblicas americanas (América Latina) tuvieron como moneda nacional al real español, siendo adoptado por Perú en 1825, pero con el escudo nacional. El peso boliviano era una moneda que en teoría era igual que el real peruano, pero tenía menor contenido de plata y por eso, en el sur de Perú, la moneda boliviana desplazó a la peruana. 
Para evitar esto, se decidió en 1863 la creación de la unidad monetaria llamada sol, era de 37 milímetros de diámetro, 25 gramos de peso y adoptó el sistema métrico decimal. La ley estableció, además, el medio sol, el quinto de sol, el dinero y el medio dinero con valor de 50, 20, 10 y 5 centavos respectivamente. El nombre proviene de la moneda romana denominada sólido bizantino (solidus), pero coincide con el nombre del sol, y tiene relación con Inti en quechua, representando el sol y la deidad solar de los incas.
También se hicieron monedas de oro, llamadas popularmente sol de oro antes de su depreciación, con el valor de 5, 10 y 20 soles.
El tipo de cambio fijado fue de 80 centavos de sol por cada peso boliviano, cinco francos por cada sol, cinco soles por cada libra esterlina y 1,08 soles por cada dólar estadounidense.
Tras la guerra con Chile, el sol fue reemplazado temporalmente por el inca. En 1897, se adoptó como moneda la libra peruana, con un equivalente a 10 soles. Mediante el Decreto Ley N.º 7126 a partir de abril de 1931, el sol pasó a denominarse "sol de oro". La tasa oficial de cambio era de S/. 2,50 por dólar estadounidense, tasa que se mantuvo hasta 1946, cuando se devaluó en numerosas ocasiones. A partir de 1976, se adoptó un régimen de tipo de cambio flotante. Sin embargo, la creciente inflación provocó que el sol perdiera gradualmente su poder adquisitivo. El 1 de febrero de 1985 fue reemplazado por el Inti con una equivalencia de 1 000 soles de oro por un inti. El 1 de enero de 1986 la moneda dejó de circular oficialmente. Los billetes del sol dejaron de circular el 31 de diciembre de ese mismo año.

## Monedas

### Monedas de oro
Se acuñaron pocas monedas de oro, todas en la Casa de Moneda de Lima, hasta que se abandonó el sistema bimetalista y se adoptó el patrón de plata en 1872.
Las monedas de 5 soles se acuñaron en 1863, las de 10 soles también en 1863 y las de 20 soles en 1863 y 1869.

### Monedas de plata

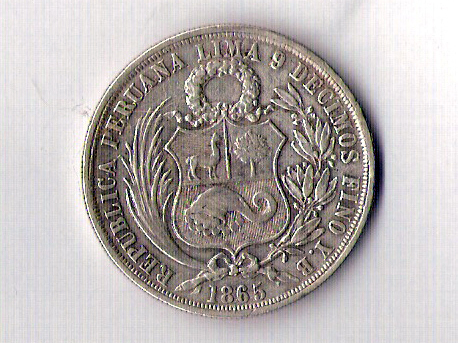
Reverso de la moneda de 1 sol, con el escudo nacional.

Inicialmente, las monedas de denominación de 1 sol eran de plata de 9 décimos fino (ley 0,900) y fueron acuñadas en la Casa de Moneda de Lima en los años de: 1863 hasta 1875 y de 1879 hasta 1897, a excepción del año 1874, acuñada en la Casa de Moneda de Chile. Varias de 1893 tuvieron un error en su acuñación y el año figuraba como "1393". Luego se siguieron acuñando como decimal de la libra peruana entre los años de 1914 y 1916. A partir de 1923 la ley de estas monedas se redujo a 0,500. Esta nueva moneda se siguió acuñando hasta 1935.
Las monedas de 1/2 sol de plata de 9 décimos fino fueron acuñadas en Lima en los años de 1864, 1865 y 1886. Se siguieron acuñando como fracción de la libra peruana en los años de 1907, 1908 y de 1914 hasta 1917. Desde 1922 y hasta 1935, al igual que la moneda de un sol, la moneda de medio sol vio reducido su contenido en plata hasta 5 décimos fino.
Las monedas de 1/5 de sol de plata de 9 décimos fino fueron acuñadas en Lima desde 1863 hasta 1867, en 1869, 1874, 1875, 1886 y desde 1888 hasta 1901. En 1885 se acuñaron en Arequipa. Se siguieron acuñando como fracción de la libra peruana desde 1897 y en los años de 1903 y desde 1906 hasta 1917.
Las monedas de 1 dinero de plata de 9 décimos fino fueron acuñadas en Lima desde 1863 hasta 1866, en 1870, 1872, 1874, 1875, 1877, 1886, 1888 y desde 1890 hasta 1898. Se acuñaron en Cusco en 1886. Se siguieron acuñando como fracción de la Libra Peruana en 1900 y desde 1902 hasta 1913 y en los años de 1916.
Las monedas de 1/2 dinero de plata de 9 décimos fino fueron acuñadas en Lima desde 1863 hasta 1864, en 1886, desde 1890 hasta 1893 y desde 1895 hasta 1917, aunque desde 1898 se acuñaban como fracción de la libra peruana. Se acuñaron en Cusco en 1885.
Hay que tener en cuenta que en la casa de la moneda de Cerro de Pasco se acuñaron monedas de plata hasta 1857.
En 1922, fueron producidas las últimas monedas de plata en circulación masiva, en denominaciones de ½ y 1 sol.

### Monedas de cuproníquel

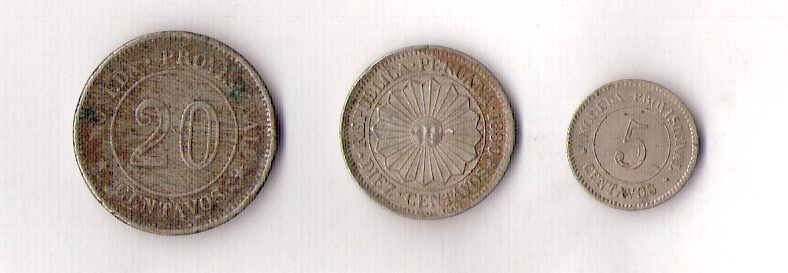
Monedas de cuproníquel (Cu 75% Ni 25%) que circularon a partir de 1879.

Ante la falta de moneda fraccionaria y de suficientes pastas de plata, el gobierno peruano mandó acuñar en Bruselas, Bélgica, monedas de cuproníquel de 20 centavos en 1879, de 10 centavos en 1879 y 1880, y de 5 centavos en 1879 y 1880 monedas no magnéticas por su alto contenido de cobre. Fue una casualidad que estas acuñaciones coincidieran con la Guerra del Pacífico pues la decisión de acuñar estas monedas fue tomada antes del estallido de dicha guerra.
Se mandaron a acuñar monedas de cuproníquel a Estados Unidos en 1863 y 1864 con el valor de 2 centavos y de 1 centavo. En 1918,  monedas de combinación de cobre y níquel en denominaciones de 5, 10 y 20 centavos fueron introducidas. En 1969, las primeras monedas de cuproníquel con valores de 5 y 10 soles fueron introducidas para su circulación. En 1980 fueron introducidas las últimas monedas de cuproníquel en denominación de 100 soles.

### Monedas de cobre
Se acuñaron monedas de cobre en Lima de 2 centavos desde 1876 hasta 1879 y de 1 centavo desde 1875 hasta 1878. eran popularmente conocidas como Gordo por su grosor. La de 2 centavos se acuñó también en 1895 en Waterbury y en 1919 en Filadelfia y las de 1 centavo en 1918 en Lima y en 1919 en Filadelfia.

### Monedas de latón
En 1935, fueron acuñadas las primeras monedas de este material, en denominaciones de ½ y 1 sol. En 1942, comenzaron a circular monedas de latón en denominación de 5, 10 y 20 centavos. En 1965, el tamaño de las monedas de 5, 10 centavos, ½ y 1 sol fue reducido y fue introducida una moneda de 25 centavos. En 1975, la denominación de 20 centavos fue reintroducida, y el tamaño de las monedas también fue reducido. En 1978, fue reducido el tamaño de la moneda de 1 sol. Ese mismo año, aparecieron las primeras monedas de latón en valores de 5 y 10 soles. En 1984, fueron introducidas monedas de latón de menor tamaño de 10, 50, 100 y 500 soles. Esas monedas fueron acuñadas con el reverso del Almirante Miguel Grau, del quien se cumplían 150 años de su nacimiento. Las monedas de 10, 50, 100 y 500 fueron la base de las futuras monedas de 1, 5, 10 y 50 céntimos de inti, unidad monetaria que reemplazó al sol con una tasa de 1 000 soles por 1 inti.

### Monedas de zinc

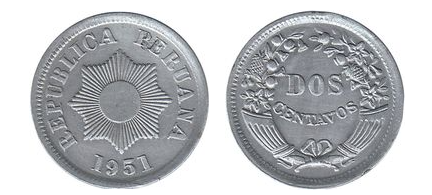
2 centavos de 1951

Hasta 1949 se siguieron acuñando monedas de cobre de 1 y 2 centavos. En 1950 se cambió la composición a zinc para ambas denominaciones, con un diámetro y peso reducido. Estas monedas fueron hechas hasta 1958 para la moneda de 2 centavos, y 1965 para la de 1 centavo.

### Monedas de aluminio-bronce
Entre 1979 y 1983 fueron acuñadas monedas hechas de una aleación de aluminio y bronce de 50 soles.

## Billetes
Debido a que en el Perú no había ninguna legislación se originó un libertinaje bancario en el cual, cada banco emitía su propio billete, los cuales tuvieron aceptación por el alto comercio y las oficinas fiscales. Entre 1862 y 1874 surgieron 17 bancos, de los que solo tres no emitieron billetes: el Banco Agrícola de Ica, el Banco de Crédito Hipotecario y el Banco Territorial Hipotecario, mientras los demás eran bancos de emisión y descuento.
El 18 de diciembre de 1873 se dio el Decreto Supremo que ordenaba que los bancos debían garantizar el 70% de la emisión de sus billetes con Bonos del Tesoro Peruano y otras obligaciones estatales, además que prohibió la emisión de billetes que tuvieran un valor menor a 4 soles. El Decreto Supremo del 11 de agosto de 1875 ordenó que a partir de 1876 solo tendrían válidez los billetes de los Bancos Asociados.
Los billetes eran impresos por la American Bank Note Company (ABNC), la Columbian Bank Note Company y National Bank Note Company of New York (CNBB) de Estados Unidos, y la Dondort & C. Numann's Druckerei de Alemania.

### Billetes de bancos

#### Banco de la Providencia
En septiembre de 1862 el belga Francisco Watteau fundó La Providencia Sociedad Anónima General y queda constituida formalmente en noviembre de 1862. Esta sociedad comenzó con un Monte de Piedad y sucesivamente, una Caja de Ahorros, el Banco y el departamento de Seguros. Fue uno de los Bancos Asociados. El Banco de la Providencia empieza a operar en 1863 y puso en circulación billetes de pesos. En 1864, los billetes de 25 pesos fueron cambiados a 20 soles, los de 50 pesos a 40 soles y los de 100 pesos a 80 soles. El banco cerró en febrero de 1866 y reabrió en junio de 1867. Luego emitió los siguientes billetes:
| Denominación | Año de circulación | Impreso por |
| ------------ | ------------------ | ----------- |
| 1/2 sol      | 1867               | ABNC        |
| 1 sol        | 1867               | ABNC        |
| 2 soles      | 1867               | ABNC        |
| 4 soles      | 1869               | ABNC        |
| 5 soles      | 1877               | ABNC        |
| 10 soles     | 1867               | ABNC        |
| 20 soles     | 1877               | ABNC        |
| 50 soles     | 1877               | ABNC        |
| 100 soles    | 1877               | ABNC        |
| 200 soles    | 1877               | ABNC        |

Todos estos billetes fueron resellados por el reverso en 1878, de acuerdo con la ley de 1877 para que el Estado asuma la responsabilidad de los billetes. 
Este banco mando hacer billetes en 1873 con el nombre de Banco de la Compañía General del Perú con el valor de 1 sol, 5 soles, 20 soles y 100 soles, pero no circularon porque los gerentes no lo encontraron conveniente por la ley de 1873 respecto a la garantía de los billetes. Luego, estos billetes circularon resellados como Incas de Oro durante 1880.
También el Monte de Piedad, relacionado con este banco, emitió algunos billetes en 1877.

#### Banco del Perú
Fundado en 1863 y al principio colocó billetes en pesos. Fue uno de los Bancos Asociados. Los billetes de soles emitidos fueron:
| Denominación | Año de circulación | Impreso por |
| ------------ | ------------------ | ----------- |
| 1 sol        | 1867               | ABNC y CNBB |
| 2 soles      | 1869               | CNBB y CCBB |
| 4 soles      | 1874               | CNBB y CCBB |
| 10 soles     | 1874               | CNBB        |
| 20 soles     | 1877               | CNBB y CCBB |
| 100 soles    | 1877               | CNBB        |
| 1 000 soles  | 1878               | ABNC        |

Todos estos fueron sellados en 1878 cuando su responsabilidad las asumió el Estado.

#### Banco de Londres, México y Sud-América
Fue fundado en agosto de 1863 en Lima (en la calle Coca, actual jirón Carabaya) como sucursal del banco inglés London, México & South America Bank Limited como banco principal para América del Sur, comenzando sus operaciones en septiembre, aperturando sucursales en 1864 en Colombia y México. El capital de la matriz era de un millón de libras esterlinas, asignándose a la oficina de Lima una suma de un millón de pesos, que llegó en momentos de auge a cerca de 4 millones de soles. En 1864 instalaba una sucursal en el Callao y años más tarde, en Iquique.
En abril de 1866 encargó a la American Bank Note Company la fabricación de sus billetes con la cara de la Reina Victoria. Estos fueron de 5, 25, 100 y 1 000 pesos. Los billetes de soles emitidos fueron:
| Denominación | Año de circulación | Impreso por |
| ------------ | ------------------ | ----------- |
| 1 sol        | 1873               | ABNC        |
| 2 soles      | 1869 - 1873        | ABNC        |
| 5 soles      | 1869 - 1873        | ABNC        |
| 10 soles     | 1869 - 1873        | ABNC        |
| 25 soles     | 1871 - 1873        | ABNC        |
| 100 soles    | 1871 - 1875        | ABNC        |
| 400 soles    | 1867 - 1873        | ABNC        |
| 1 000 soles  | 1863 - 1873        | ABNC        |

Al 31 de julio de 1877, tenía billetes en circulación por valor de 121.024,50 soles. En 1888 había billetes de este banco con valor nominal de S/. 49.547,50 que eran responsabilidad del Estado.

#### Banco de Lima

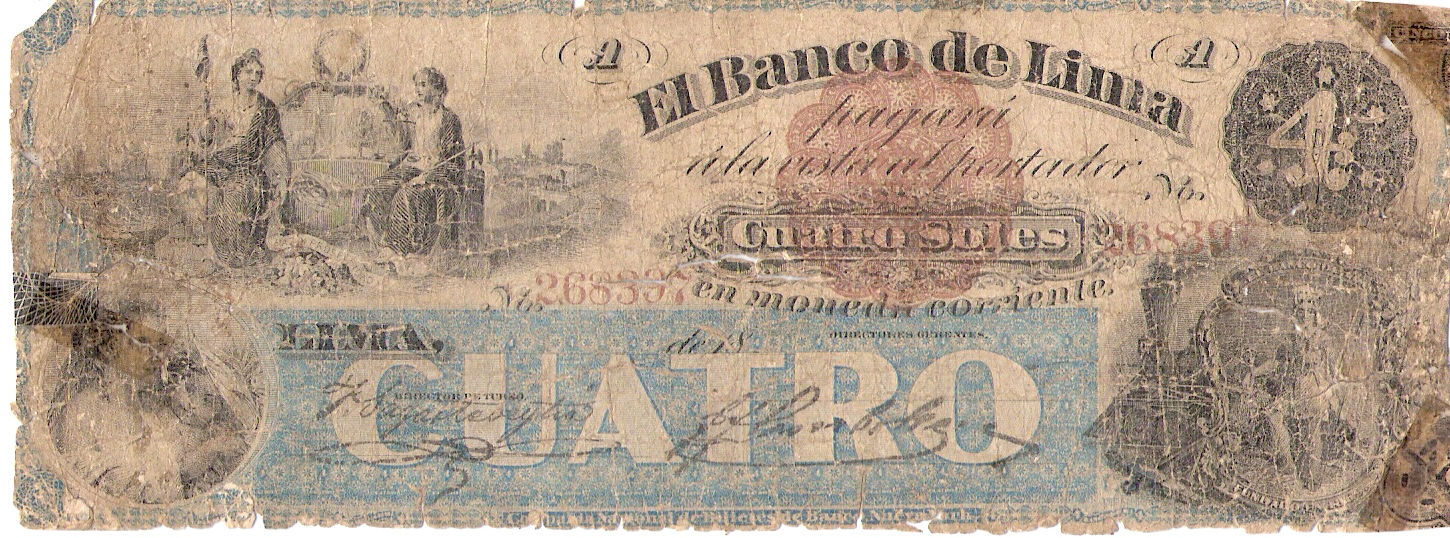
Billete del Banco de Lima de 4 soles.

Fue fundado en 1869 y cerró sus operaciones en julio de 1878. la responsabilidad de sus billetes las asumió el Estado y estos fueron resellados en 1878. Los billetes que emitió fueron:
| Denominación | Año de circulación | Impreso por |
| ------------ | ------------------ | ----------- |
| 1 sol        | 1875               | CNBB        |
| 4 soles      | 1870               | CNBB        |
| 8 soles      | 1870               | CNBB        |
| 20 soles     | 1875               | CNBB        |
| 80 soles     | 1871               | CNBB        |
| 400 soles    | 1875               | CNBB        |

#### Banco de Trujillo
Fue el segundo banco fundado fuera de Lima (el primero fue el Banco Agrícola de Ica). Fue organizado en Trujillo en mayo de 1871, con un capital de 500 mil soles dividido en 500 acciones de mil soles cada una, empezando sus operaciones el 15 de agosto como banco de emisión y descuento. El Directorio estuvo conformado por Ramón Barúa, Juan M. Valle, Felipe Ganoza, Vicente Gutiérrez y Eugenio Loyer, siendo gerentes José Goicochea y Bernardino Calonge. Fue el primero en emitir billetes de menos de 1 sol de valor. Tuvo tal éxito en sus negocios, que al principio pagó dividendos altísimos (más del 20%), aumentándose el capital del banco sucesivamente y en plazos cortos hasta llegar a 2 millones de soles, aunque solo 500 mil estaban pagados, el resto era suscrito. Fue entre todos los bancos departamentales el de más elevado capital y el de mayor movimiento. Los billetes que emitió fueron:
| Denominación           | Año de circulación | Impreso por |
| ---------------------- | ------------------ | ----------- |
| 1 dinero (10 centavos) | 1876               | ABNC        |
| 1 quinto (20 centavos) | 1876               | ABNC        |
| 1/2 sol (50 centavos)  | 1871               | ABNC        |
| 1 sol                  | 1872               | ABNC        |
| 5 soles                | 1872               | ABNC        |
| 10 soles               | 1872               | ABNC        |
| 100 soles              | 1872               | ABNC        |

En 1888, el Estado tomó la responsabilidad de billetes emitidos por este banco con valor nominal de S/. 79.274.

#### Banco Nacional del Perú

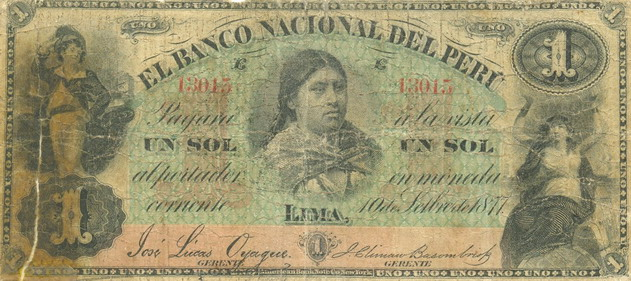
Billete del Banco Nacional de 1 sol de 1877. Había diferentes versiones de este billete y del de 2 soles para las agencias de Tacna y de Iquique.

Fundado en 1872, fue el banco del capital más grande de la época. Fue uno de los Bancos Asociados. Los billetes que emitió fueron:
| Denominación            | Año de circulación | Impreso por |
| ----------------------- | ------------------ | ----------- |
| 1 dinero (10 centavos)  | 1873               | ABNC        |
| 1 quinto (20 centavos)  | 1873               | ABNC        |
| 2 quintos (40 centavos) | 1873               | ABNC        |
| 1 sol                   | 1872 y 1877        | ABNC        |
| 2 soles                 | 1875 y 1877        | ABNC        |
| 5 soles                 | 1877               | ABNC        |
| 20 soles                | 1877               | ABNC        |
| 100 soles               | 1877               | ABNC        |
| 500 soles               | 1874               | ABNC        |

#### Banco de Tacna

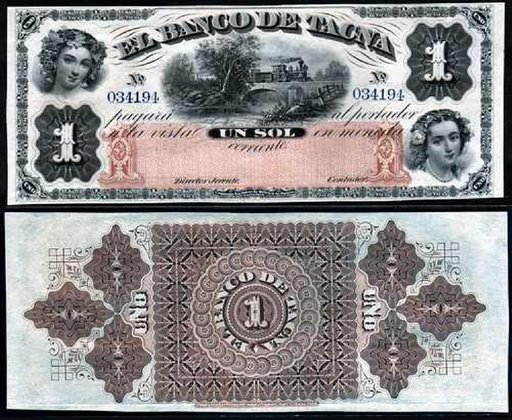
Billete de 1 Sol del Banco de Tacna, de 1872.

Fundado en Tacna en marzo de 1872, teniendo como Directores a Juan D. Campbell y a Ventura Farfán, siendo el gerente M.P. Correa y después, por muchos años, Carlos Basadre. Inicia operaciones con un capital de 500 mil soles, dividido en acciones de 10 mil soles cada una y tiempo después fue elevado a un millón, entrando en funciones antes de junio. Sus billetes circularon en Bolivia inclusive. Los billetes que emitió fueron:
| Denominación | Año de circulación | Impreso por |
| ------------ | ------------------ | ----------- |
| 1/2 sol      | 1872               | CNBB        |
| 1 sol        | 1872               | CNBB        |
| 2 soles      | 1872               | CNBB        |
| 5 soles      | 1872               | CNBB        |
| 10 soles     | 1872               | CNBB        |
| 50 soles     | 1872               | CNBB        |
| 100 soles    | 1872               | CNBB        |

El banco cerró en 1880 por la Guerra del Pacífico, pero abrió nuevamente en 1884 bajo legislación chilena y circularon nuevamente sus billetes, pero esta vez sellados como bolivianos. El banco inició su liquidación el 7 de abril de 1921 conforme a las leyes de Chile, siendo asumido por la Superintendencia de Bancos del Perú el 17 de octubre de 1931.

#### Banco de Piura
Organizado a principios de 1872 con un capital de 500 mil soles. Su primera junta de accionistas, realizada el 8 de abril de 1872, designó como miembros del Directorio a: Carlos López como Presidente, H. Leigh como Vicepresidente, Vicente Eguiguren, Joaquín Helguero, Juan Ovalle y Francisco Hidalgo; gerentes a Juan P. Seminario y Juan Danner.
| Denominación | Año de circulación | Impreso por |
| ------------ | ------------------ | ----------- |
| 1 sol        | 1873               | G&B         |
| 5 sol        | 1874               | G&B         |
| 10 soles     | 1875               | G&B         |
| 20 soles     | 1875               | G&B         |

En 1888, el Estado tomó la responsabilidad de billetes emitidos por este banco con valor nominal de S/. 931.

#### Banco de Arequipa

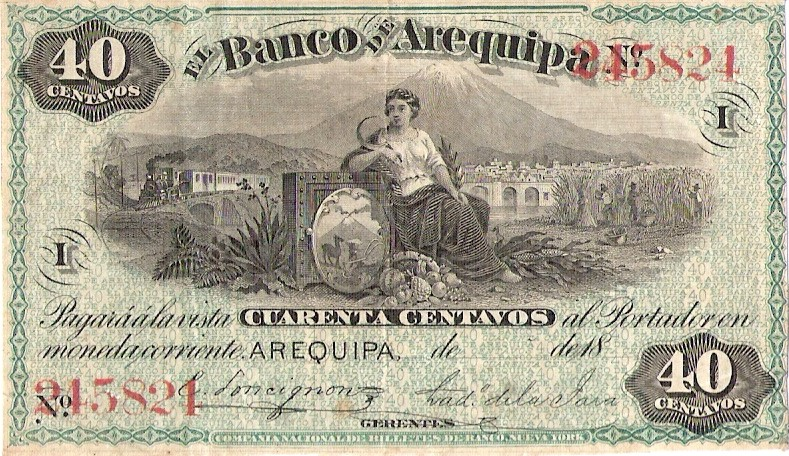
Todos los billetes tenían la misma imagen, una mujer sentada y el Misti en el fondo, pero variaban en el tamaño y color.

Quedó establecido en Arequipa en 1872 con un capital originario de 500 mil soles, aumentando al comenzar 1873 en un millón de soles. Su Directorio fue conformado por Enrique Marcó del Pont, Manuel G. de Castresana, Juan M. López de Romaña, Alfonso Francois, Diego Buitrón y Ezequiel Rey de Castro, siendo gerentes E. Posignon y Ladislao de la Jara. Entre los bancos de la época, es el único que figura con una dependencia especial destinada a recibir depósitos de ahorros, trascendiendo su radio de acción a las ciudades de Cusco y Puno.
| Denominación            | Año de circulación | Impreso por |
| ----------------------- | ------------------ | ----------- |
| 1 quinto (20 centavos)  | 1872               | ABEL        |
| 2 quintos (40 centavos) | 1874               | CNBB        |
| 1 sol                   | 1873               | CNBB        |
| 2 soles                 | 1873               | CNBB        |
| 5 soles                 | 1872               | CNBB        |
| 10 soles                | 1872               | CNBB        |
| 20 soles                | 1872               | CNBB        |
| 50 soles                | 1872               | CNBB        |
| 100 soles               | 1872               | CNBB        |
| 500 soles               | 1872               | CNBB        |

En 1888, el Estado tomó la responsabilidad de billetes emitidos por este banco con valor nominal de S/. 1.705.

#### Banco de Emisión del Cerro (Junín)
Debido a la falta de moneda metálica y a que solo circulaban billetes del Banco del Perú, los mineros de Cerro de Pasco, entre los que estaban Manuel Inocente de la Torre e Ignacio Bao, fundan un banco con un pequeño capital de 100 mil soles. Recién iniciada la emisión de billetes por este banco, el prefecto de Junín prohibió la circualción de los billetes de este banco y luego ordenó la clausura del banco. Por esta medida fue interpelado el ministro de Gobierno y el Estado ordenó al libre circulación de sus billetes. Debido a que la legislación bancaria ya no era favorable, además de la crisis económica, el banco cerró en 1878. Los billetes que emitió fueron:
| Denominación | Año de circulación | Impreso por |
| ------------ | ------------------ | ----------- |
| 1 dinero     | 1872               |             |
| 1/2 sol      | 1872               |             |

#### Banco del Valle de Chicama
Fundado al finalizar 1873 en Ascope. Fue el último de los bancos provinciales del Perú fue el que se fundó en la ciudad de Ascope en el valle de Chicama a fines de 1873. Ascope era entonces el camino obligado de todo el comercio que se realizaba con la sierra de la región. 
El desarrollo comercial de esa ciudad justificó plenamente la creación de un banco de emisión y descuento con un capital reducido pero autorizada a emitir hasta medio millón de soles en billetes los cuales, aunque probablemente en muy pequeña cantidad, se sabe que llegaron a circular. La gran mayoría quedaron en las oficinas de la institución sin fechar ni firmar y son lo que se ven habitualmente. 
Los billetes fueron impresos en la ciudad de Nueva York por la American Bank Note Company, en los valores de ⅕, ½, 1, 5 y 50 soles. Una curiosidad es que las letras de las series fueron en todos ellos las cinco vocales.
Sus billetes fueron los siguientes:
| Denominación | Año de circulación | Impreso por |
| ------------ | ------------------ | ----------- |
| 1/5 sol      | 1873               | ABCN        |
| 1/2 sol      | 1873               | ABCN        |
| 1 sol        | 1873               | ABCN        |
| 5 soles      | 1873               | ABCN        |
| 50 soles     | 1873               | ABCN        |

#### Banco Garantizador
Su fundación fue propuesta por José Antonio Barrenechea en octubre de 1872. En un primer momento se fijó el capital en un millón de soles, pero como la suscripción excediera la suma propeusta se acordó que fuera de S/. 1 200 000. Se nombró un directorio provisional bajo la Presidencia de José Antonio Barrenechea y luego, uno definitivo constituido por Manuel Ortiz de Villate, como Presidente, Rafael Velarde, como Vicepresidente, y Joaquín Fernández Puente, Juan Figari, Aurelio Dengri, Carlos Pont y Pedro Arámburu como directores propietarios y suplentes, José María Peña, José R. Espinoza y José Vicente del Campo, siendo gerente José Antonio Barrenechea y después, Bernardo Roca Boloña. El 2 de enero de 1873 abrió sus puertas, aunque sus negocios fueron de reducido volumen en comparación a otros bancos y fue el único banco en emitir billetes a plazos, que no tuvieron acogida, siendo recogidos inmediatamente después de emitidos. Fue un banco mixto, de emisión y descuento e hipotecario. Al 31 de julio de 1877, tenía en circulación billetes por valor de S/. 630.266,60 y su cantidad iba aumentando, razón por la cual, el gobierno expidió una resolución el 15 de noviembre de 1877 que le daba tiempo al Banco Garantizador tiempo hasta por 4 meses, y a los demás bancos por 3 meses, para el retiro total de sus billetes con multa por incumplimiento. El directorio del banco (formado por Aurelio Denegri, Gabino de Menchaca, Bartolomé de Figari y Emilio Fort) entabló una querella al gobierno por esta exigencia, pero durante la Guerra del Pacífico, le otorgó un préstamo al gobierno de un millón de soles que fue cancelado por la ley del 1° de noviembre de 1879, cuando el gobierno asumió el valor de sus billetes hasta por un millón de soles. Los billetes que emitió fueron:
| Denominación | Año de circulación | Impreso por |
| ------------ | ------------------ | ----------- |
| 10 centavos  | 1876               | CNBB        |
| 20 centavos  | 1876               | CNBB        |
| 40 centavos  | 1876               | CNBB        |
| 1 sol        | 1876               | CNBB        |
| 2 soles      | 1876               | CNBB        |
| 5 soles      | 1876               | CNBB        |
| 10 soles     | 1876               | CNBB        |
| 20 soles     | 1876               | CNBB        |
| 50 soles     | 1876               | CNBB        |

#### Banco Anglo-Peruano
Abrió a finales de 1873 en Lima como una sucursal del "The Anglo Peruvian Bank Limited", fundado en Londres a mediados de 1873 y que tenía también una sucursal en París. Su directores en Londres fueron: Arthur Eden, Alexander Gessler, Alexander de Lasky, John Lubbock, Segismundo March y Henry Sharp; en París: Carlos G. Candamo, José Francisco Canevaro, el duque de Decazes, Arthur Heeren, Jacques Errera, Alberto Pfeiffer, Gustavo Rhotan y Juan Sescau; en Lima: Manuel Candamo, Rafael Canevaro, Juan T. Calderoni, Waldo Graña y Oscar Heeren, siendo Canevaro y Graña también gerentes. Emitió billetes a partir del 1 de septiembre de 1874. El capital de la oficina en Lima excedía en poco el millón de soles y se decidió liquidar sus negocios a finales de 1876, siendo sus billetes asumidos por el Estado, que tenían valor de S/. 85.789,40. Tomo a su cargo la liquidación H.R.F. Jameson, representante en Lima del inglés The Mercantile Bank of Peru, recién fundado en Londres con subsidiaria en Iquique y que absorbió al Anglo Peruvian Bank en junio de 1877. Los billetes que emitió fueron:
| Denominación | Año de circulación | Impreso por |
| ------------ | ------------------ | ----------- |
| 20 centavos  | 1874               | DNDF        |
| 1 sol        | 1874               | DNDF        |
| 5 soles      | 1874               | DNDF        |
| 10 soles     | 1874               | DNDF        |
| 20 soles     | 1874               | DNDF        |
| 100 soles    | 1874               | DNDF        |

### Los billetes Meiggs

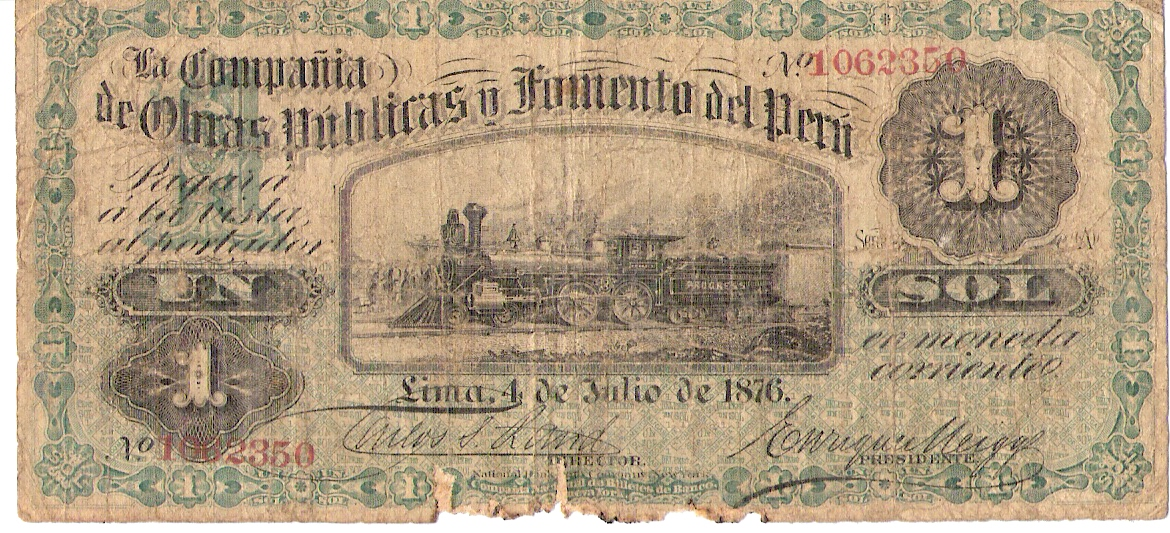
Los billetes de la Compañía de Obras Públicas tenían la firma de Henry Meiggs, por eso eran llamados billetes Meiggs. Fue la única empresa privada en emitir sus propios billetes en el Perú.

En 1874, Henry Meiggs fundó la Compañía de Obras Públicas y Fomento del Perú que en febrero de 1877 puso en circulación billetes por la cantidad de S/. 1 030 000. La Compañía hizo saber que los billetes serían aceptados en pagos de fletes y pasajes en todos los ferrocarriles a cargo de Meiggs y en todos los pagos a la Compañía por diversos servicios. Estos billetes fueron emitidos sin gestión alguna ante el gobierno. El público los acoge favorablemente en Lima y en provincias, pero los rechaza el alto comercio. El 17 de agosto de 1877 el gobierno autoriza la Compañía la emisión de S/. 5 333 333 cuya responsabilidad asumiría el Estado. Los billetes que emitió fueron:
| Denominación | Año de circulación | Impreso por |
| ------------ | ------------------ | ----------- |
| 10 centavos  | 1877               | CNBB        |
| 20 centavos  | 1877               | CNBB        |
| 40 centavos  | 1877               | CNBB        |
| 1 sol        | 1877               | CNBB        |
| 5 soles      | 1877               | CNBB        |
| 10 soles     | 1877               | CNBB        |
| 20 soles     | 1877               | CNBB        |
| 50 soles     | 1877               | CNBB        |
| 100 soles    | 1877               | CNBB        |

En 1886, el Estado asumió billetes de la compañía por valor nominal de S/. 6.999.633
.

### Billetes de emisión fiscal

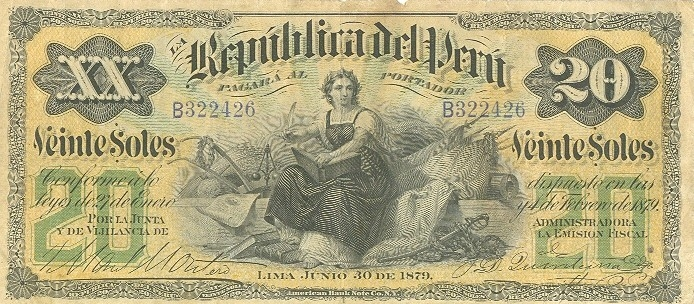
Billete de 20 soles. Había otro similar, la misma imagen, pero el color era rojo en vez de amarillo.

La ley del 27 de enero de 1879 estableció el canje de los billetes de responsabilidad del Estado (de los Bancos Asociados y de Meiggs) por otros de emisión fiscal, la restricción definitiva de la circulación de billetes de otros bancos y la creación de la "Junta Administradora y de Vigilancia de la Emisión Fiscal", decidiéndose el 1 de febrero, el monto nominal de S/. 16 829 333 como emisión asumida para el intercambio de billetes y la ley del 4 de febrero, determinó la creación de nuevos impuestos cuyos fondos serían destinados a la amortización de los billetes hasta su extinción total. El canje de los billetes comenzó a realizarse el 26 de julio de 1879 y la incineración de los billetes viejos canjeados empezó el 16 de agosto en la suma de solo S/. 941 702. Debido a los problemas fiscales generados por la Guerra del Pacífico, la emisión fiscal aumentó a S/. 32 000 000 por la ley del 28 de octubre de 1879 y por Decreto del 14 de enero de 1880, quedó fijado el total de circulación en S/. 60 000 000. Los billetes que se emitieron fueron:
| Denominación | Año de circulación | Impreso por |
| ------------ | ------------------ | ----------- |
| 1 sol        | 1879               | ABNC        |
| 2 soles      | 1879               | ABNC        |
| 5 soles      | 1879               | ABNC        |
| 10 soles     | 1879               | ABNC        |
| 20 soles     | 1879               | ABNC        |
| 50 soles     | 1879               | ABNC        |
| 100 soles    | 1879               | ABNC        |
| 500 soles    | 1879               | ABNC        |

En 1886, el Estado asumió la responsabilidad de S/. 84 186,267 de estos billetes en valor nominal. En esos años y siguientes, los billetes son repudiados por el público y la Junta de Incineración, por decreto del 4 de enero de 1889, invierte en el recojo de los billetes, a través de licitaciones públicas.

### Billetes del Banco Central de Reserva del Perú
En 1922, el Banco Central de Reserva del Perú asumió la producción de billetes. En 1931, el Banco Central comenzó la emisión de billetes denominados en soles. Las denominaciones eran de 1, 5, 10, 50 y 100 soles, fueron introducidas en 1935. En 1951 fueron introducidos los primeros billetes de 500 soles. En 1969 fueron introducidos los primeros billetes de 200 y 1 000 soles. En 1979 fueron introducidos un billete de 5 000 soles y dos billetes de 100 y 500 soles en menor tamaño. En 1981 fue introducido un billete de 10 000 soles y en 1983 fue introducida la mayor denominación de la moneda, un billete de 50 000 soles.
El billete de 50 000 soles, que ya estaba a punto de ser sustituido por la unidad monetaria Inti, presenta dos colores en su denominación a la parte inferior izquierda en el anverso y en la superior izquierda en el reverso: el verde y el naranja. Como el sol iba a ser reemplazado con una tasa fija de 1 000 soles = 1 inti, el "50" en "50 000" estaba subrayado en verde, mientras que los tres ceros restantes eran de color naranja.

## Monedas conmemorativas
| Anverso | Reverso | Tema | Denominación         | Año de acuñación      | Casa acuñadora | Material | Aleación de oro o de plata | Peso fino      | Diámetro | Canto     | Calidad                | Acuñación máxima | Grabada por           |
| ------- | ------- | --- | -------------------- | --------------------- | -------------- | -------- | -------------------------- | -------------- | -------- | --------- | ---------------------- | ---------------- | --------------------- |
|         |         | Libertad Sentada | 5 soles de oro       | 1956-1969             |                | Oro      | 0,900                      | 1,895688 g     | 15 mm    | Estriado  |                        |                  |                       |
|         |         | Libertad Sentada | 10 soles de oro      | 1956-1969             |                | Oro      | 0,900                      | Aprox. 3,78 g  |          | Estriado  |                        |                  |                       |
|         |         | Libertad Sentada | 20 soles de oro      | 1950-1969             | Lima           | Oro      | 0,900                      | 7,582752 g     | 22 mm    | Estriado  |                        |                  |                       |
|         |         | Libertad Sentada | 50 soles de oro      | 1950-1970             | Lima           | Oro      | 0,900                      | Aprox. 21,06 g |          | Estriado  |                        |                  |                       |
|         |         | Libertad Sentada | 100 soles de oro     | 1950-1970             | Lima           | Oro      | 0,900                      | 42,12639 g     | 37 mm    | Estriado  |                        |                  | Armando Pareja Landeo |
|         |         | Inca y representación del Dios Wiracocha | 50 soles de oro      | 1930, 1931, 1967-1969 |                | Oro      | 0,900                      | 30,0924 g      | 34 mm    | Estriado  |                        |                  | Armando Pareja Landeo |
|         |         | 400 Años de la Fundación de la Casa Nacional de Moneda | 20 soles de oro      | 1965                  |                | Plata    | 0,900                      | 7,2 g          | 26,4 mm  | Estriado  |                        | 150 000          | Armando Pareja Landeo |
|         |         | 400° aniversario de la fundación de la Casa Nacional de Moneda                                                                                               | 50 soles de oro      | 1965                  |                | Oro      | 0,900                      | 21,069 g       |          |           |                        | 17 000           | Armando Pareja Landeo |
|         |         | 400° aniversario de la fundación de la Casa Nacional de Moneda                                                                                               | 100 soles de oro     | 1965                  |                | Oro      | 0,900                      | 42,12639 g     | 37 mm    | Estriado  |                        | 27 000           | Armando Pareja Landeo |
|         |         | Centenario del Combate del 2 de Mayo | 20 soles de oro      | 1966                  |                | Plata    | 0,900                      | 7,173 g        | 26 mm    | Estriado  |                        | 4 001            | Armando Pareja Landeo |
|         |         | Centenario del Combate del 2 de Mayo | 50 soles de oro      | 1966                  |                | Oro      | 0,900                      | 21,069 g       |          |           |                        | 6409             | Armando Pareja Landeo |
|         |         | Centenario del Combate del 2 de Mayo | 100 soles de oro     | 1966                  |                | Oro      | 0,900                      | 42,129 g       |          |           |                        | 6253             | Armando Pareja Landeo |
|         |         | Llama | 1 sol de oro         | 1967                  |                | Plata    |                            |                |          |           |                        |                  |                       |
|         |         | Sesquicentenario de la Independencia del Perú - Tupac Amaru                                                                                                  | 50 soles de oro      | 1971                  | Lima           | Plata    | 0,900                      | 19,305 g       | 37 mm    | Estriado  |                        | 100 000          | Armando Pareja Landeo |
|         |         | Centenario del Intercambio Comercial Peruano-Japonés | 100 soles de oro     | 1973                  |                | Plata    | 0,800                      | 17,6 g         | 37 mm    | Estriado  |                        | 375 000          |                       |
|         |         | Héroes de la Aviación Nacional - Jorge Chávez y José Quiñones                                                                                                | 200 soles de oro     | 1974-1978             |                | Plata    | 0,800                      | 17,6 g         | 37 mm    | Estriado  |                        |                  |                       |
|         |         | Sesquicentenario de la Batalla de Ayacucho - Pampa de Quinua                                                                                                 | ½ sol de oro         | 1976                  |                | Oro      | 0,900                      | 8,415 g        | 23       | Estriado  |                        | 10 000           |                       |
|         |         | Sesquicentenario de la Batalla de Ayacucho - Pampa de Quinua                                                                                                 | 1 sol de oro         | 1976                  | Lima           | Oro      | 0,900                      | 21,06 g        |          |           |                        | 10 000           |                       |
|         |         | Sesquicentenario de la Batalla de Ayacucho - Pampa de Quinua                                                                                                 | 400 soles de oro     | 1976                  | Lima           | Plata    | 0,900                      | 25,0221 g      | 37       | Estriado  |                        | 350000           |                       |
|         |         | Congreso Nacional | 1 000 soles de oro   | 1979                  | Lima           | Plata    | 0,500                      | 7,7862 g       | 30       | Estrellas |                        | 200 000          |                       |
|         |         | Centenario del Combate naval de Iquique - Monitor Huáscar | 5 000 soles de oro   | 1979                  | Lima           | Plata    | 0,925                      | 33,625 g       | 40 mm    | Estriado  |                        | 100 000          |                       |
|         |         | Año de Nuestros Héroes de la Guerra del Pacífico - Alfonso Ugarte                                                                                            | 50 000 soles de oro  | 1979                  | Lima           | Oro      | 0,9166                     | 17 g           | 28 mm    | Estriado  | Brillante no circulada | 10 000           |                       |
|         |         | Año de Nuestros Héroes de la Guerra del Pacífico - Elías Aguirre                                                                                             | 50 000 soles de oro  | 1979                  | Lima           | Oro      | 0,9166                     | 16,970 g       | 28 mm    | Estriado  | Brillante no circulada | 10 000           |                       |
|         |         | Año de Nuestros Héroes de la Guerra del Pacífico - F. García Calderón                                                                                        | 50 000 soles de oro  | 1979                  | Lima           | Oro      | 0,9166                     | 16,970 g       | 28 mm    | Estriado  | Brillante no circulada | 10 000           |                       |
|         |         | Año de Nuestros Héroes de la Guerra del Pacífico - Francisco Bolognesi                                                                                       | 100 000 soles de oro | 1979                  | Lima           | Oro      | 0,9166                     | 33,625 g       | 37       | Estriado  | Brillante no circulada | 10 000           |                       |
|         |         | Año de Nuestros Héroes de la Guerra del Pacífico - Andrés Avelino Cáceres                                                                                    | 100 000 soles de oro | 1979                  | Lima           | Oro      | 0,9166                     | 33,625 g       | 37 mm    | Estriado  | Brillante no circulada | 10 000           |                       |
|         |         | Año de Nuestros Héroes de la Guerra del Pacífico - Miguel Grau                                                                                               | 100 000 soles de oro | 1979                  | Lima           | Oro      | 0,9166                     | 33,625 g       | 37 mm    | Estriado  | Brillante no circulada | 10 000           |                       |
|         |         | Campeonato Mundial de Fútbol. Son las únicas monedas que el anverso y el reverso tienen la misma orientación. Hay que voltear estas monedas horizontalmente. | 5 000 soles de oro   | 1982                  |                | Plata    | 0,925                      | 19.702919 g    |          | Estriado  |                        |                  |                       |
|         |         | Campeonato Mundial de Fútbol. Son las únicas monedas que el anverso y el reverso tienen la misma orientación. Hay que voltear estas monedas horizontalmente. | 5 000 soles de oro   | 1982                  |                | Plata    | 0,925                      | 19.702919 g    |          | Estriado  |                        |                  |                       |
|         |         | Centenario de la Campaña de la Breña - General Andrés Avelino Cáceres                                                                                        | 10 000 soles de oro  | 1982                  | Lima           | Plata    | 0,925                      | 16.81 g        | 28 mm    | Estriado  |                        | 100 000          |                       |